# (33468) Nelsoneric
1999 FD36 (asteroide 33468) é um asteroide da cintura principal. Possui uma excentricidade de 0.17673790 e uma inclinação de 7.63402º.
Este asteroide foi descoberto no dia 20 de março de 1999 por LINEAR em Socorro.